# F3 australiana
La Formula 3 australiana (ufficialmente Kumho Tyres Australian Formula 3 Championship) è il campionato nazionale australiano di Formula 3 e, attualmente, attribuisce l'Australian Drivers' Championship. Nato all'interno della Formula 2 australiana nel 1997, è divenuto il più importante campionato per vetture a ruote scoperte nel Paese. La Formula 3 è la più importante serie del Shannons Nationals Motor Racing Championships.

## La storia

### Gli anni sessanta
La prima  Formula 3 fu introdotta nel 1964 dalla Confederation of Australian Motor Sport come la quarta categoria dopo, l'Australian National Formula, la Formula 1½ Litro e la Formula 2 australiana. Inizialmente ristretta a vetture dotate di propulsore inferiore a 1000 cm³, con albero a camme non consentito. Nel 1969 la capacità del motore venne ampliata a 1100 cm³ e venne rimosso il divieto dell'albero a camme. Nel 1972 il motore venne potenziato a 1300 cm³. La categoria venne disputata fino al 1977. La Formula 3 non ebbe mai status di campionato nazionale, sebbene vi fossero campionati dei singoli stati e la Stillwell Series.

### Il ritorno nel 1997

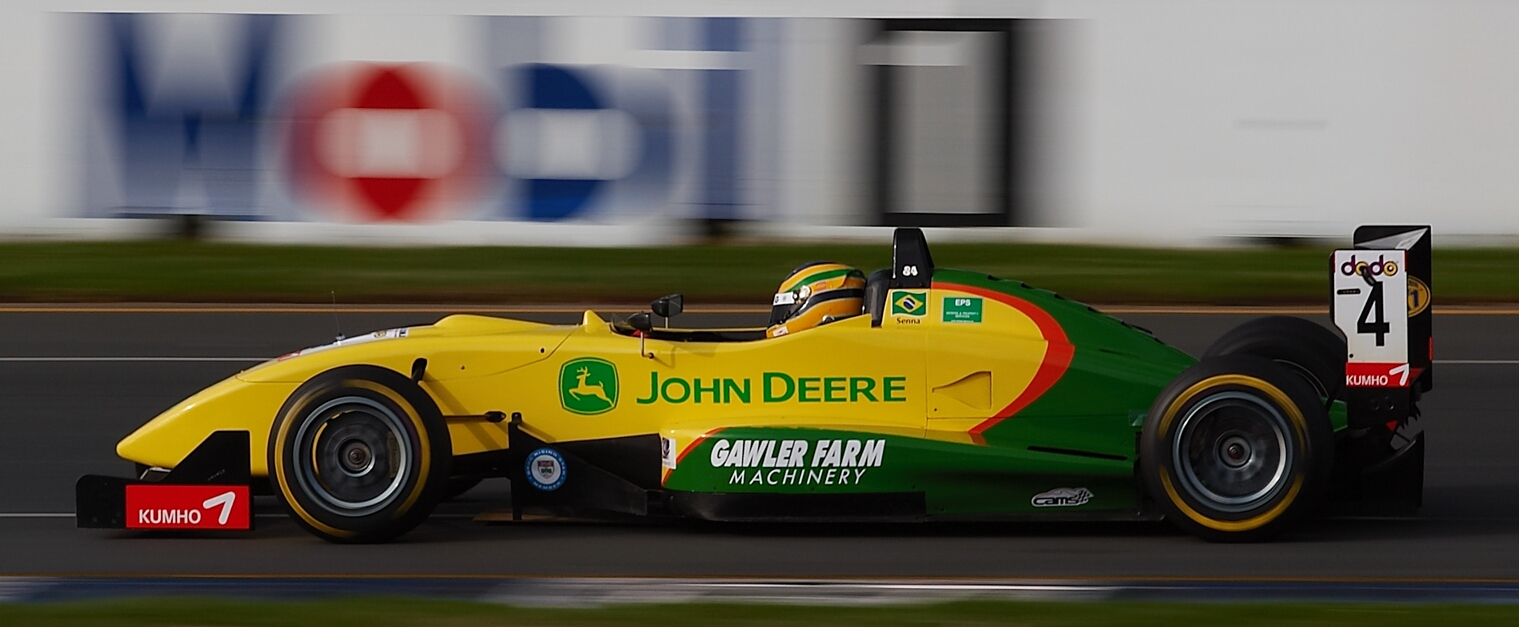
Bruno Senna guida una Dallara F304 F3 durante una gara di supporto al Gran Premio d'Australia 2006.

Le vetture di F3 con motori da 2 000 cm³ vennero introdotti nel 1997 per competere assieme alle vetture da 1600 cm³ nella Formula 2 australiana. 
 Negli anni seguenti la CAMS introdusse una serie riservata a vetture che rispondessero agli standard previsti dalla FIA per la F3, creando così il campionato nazionale. Dal 2001 il campionato ha lo status di campionato nazionale  diventando così il campionato nazionale australiano per la F3. Dalla stagione 2005 la CAMS dichiarò tale campionato come il più importante nel Paese (sostituendo così la Formula 4000) e attribuendogli il compito di assegnare l'Australian Drivers' Championship  (assieme al CAMS Gold  Star).

## Albo d'oro
| Anno | Nome del campionato                 | Campione        | Vettura                          | Team                        |
| ---- | ----------------------------------- | --------------- | -------------------------------- | --------------------------- |
| 1997 | National Series                     | Wayne Ford      | Ralt RT34                        |                             |
| 1998 | National Series                     | David Bruce     | Reynard 863                      |                             |
| 1999 | National Series                     | Paul Stephenson | Dallara F396 - Toms Toyota       | Titan                       |
| 2000 | National Series                     | Paul Stephenson | Dallara F396 - Toms Toyota       |                             |
| 2001 | Australian Formula 3 Championship   | Peter Hackett   | Dallara F301 - Alfa Romeo        | Piccola Scuderia            |
| 2002 | Australian Formula 3 Championship   | James Manderson | Dallara F301 - Spiess Opel       | Team BRM                    |
| 2003 | Australian Formula 3 Championship   | Michael Caruso  | Dallara F301 - Novamotor Fiat    | Piccola Scuderia            |
| 2004 | Australian Formula 3 Championship   | Karl Reindler   | Dallara F301 - Spiess Opel       | Team BRM                    |
| 2005 | Australian Formula 3 Championship   | Aaron Caratti   | Dallara F304 - Sodemo Renault    | Insight F3                  |
| 2006 | Australian Formula 3 Championship   | Ben Clucas      | Dallara F304 - Sodemo Renault    | Team BRM                    |
| 2007 | Australian Formula 3 Championship   | Tim Macrow      | Dallara F304 - Spiess Opel       | Cooltemp Racing/Scud Racing |
| 2008 | Australian Formula 3 Championship   | James Winslow   | Dallara F307 HWA-Mercedes-Benz   | Team BRM                    |
| 2009 | Australian Formula 3 Championship   | Joey Foster     | Dallara F307 - HWA-Mercedes-Benz | Team BRM                    |
| 2010 | Australian Formula 3 Championship   | Ben Barker      | Dallara F307 - HWA-Mercedes-Benz | Team BRM                    |
| 2011 | Australian Formula 3 Championship   | Chris Gilmour   | Dallara F307 - HWA-Mercedes-Benz | Gilmour Racing              |
| 2012 | Australian Formula 3 Championship   | James Winslow   | Dallara F307 - HWA-Mercedes-Benz | R-Tek Motorsport            |
| 2013 | Australian Formula 3 Championship   | Tim Macrow      | Dallara F307 - HWA-Mercedes-Benz | Team BRM                    |
| 2014 | Australian Formula 3 Championship   | Simon Hodge     | Mygale M11 - HWA-Mercedes-Benz   | Team BRM                    |
| 2015 | Australian Formula 3 Championship   | John Collins    | Dallara F311 Mercedes-Benz       | McDonald's Gilmour Racing   |
| 2016 | Australian Formula 3 Premier Series | Tim Macrow      | Dallara F307 - HWA-Mercedes-Benz | Alpine Motorsport           |
| 2017 | Australian Formula 3 Premier Series | Calan Williams  | Dallara F311 Mercedes-Benz       | Gilmour Racing              |
| 2018 | Australian Formula 3 Premier Series | Harrison Jones  | Dallara F311 Mercedes-Benz       | Jones Racing                |
| 2019 | Australian Formula 3 Championship   | John Magro      | Dallara F311 Mercedes-Benz       | R-Tek Motorsport            |